# Apogonia albomaculata
Apogonia albomaculata är en skalbaggsart som beskrevs av Kobayashi 2010. Apogonia albomaculata ingår i släktet Apogonia och familjen Melolonthidae. Inga underarter finns listade i Catalogue of Life.